# متیک
مِتیک (به یونانی باستان: μέτοικος، به معنی تحت‌اللفظی: غربتی) در یونان باستان به کسانی گفته می‌شد که اهل آتن نبودند ولی در این شهر ساکن بودند. چنین کسانی از حقوق شهروندی در دولت‌شهر (پولیس) محل سکونتشان بی‌بهره بودند.

## وجه تسمیه
تاریخچه مهاجرت خارجی‌ها به آتن به دوره باستانی بازمی‌گردد. گفته می‌شود که سولون به خارجی‌هایی که برای پیشه‌گری به شهر او نقل مکان می‌کردند، شهروندی آتن اهدا می‌کرد. با این حال، مشخص نیست در زمان سولون واژه متیک وجود داشت یا خیر.
پژوهشگران تمایل دارند قدمتِ توسعهٔ مصطلح شدن واژهٔ متیک را به عصرِ اصلاحاتِ کلئیستنس در ۵۰۸ قبل از میلاد برگردانند. با این حال، نرخ افزایش جمعیت آتن در سال‌های پس از ۴۸۰ قبل از میلاد به سختی با رشد طبیعی توضیح داده می‌شود؛ این نشان می‌دهد که مهاجران به آتن در آن هنگام همچنان می‌توانستند به شهروند آتن تبدیل شوند و قانون متیک خواندن خارجی‌ها هنوز وجود نداشت. اولین استفاده شناخته شده از کلمه metoikos در نمایشنامه پارسیان اثر آیسخولوس است که نخست در سال ۴۷۲ قبل از میلاد اجرا شد. با این حال، جیمز واتسون استدلال می‌کند که این کلمه در پارسیان به معنای غیر فنی به کار رفته‌است و صرفاً معادل واژهٔ «مهاجر» است. ربکا فوتو کندی تاریخ پیدایش اصطلاح متیک در آتن را به دههٔ ۴۶۰ پ‌م ارجاع می‌کند، در حالی که واتسون استدلال می‌کند که وضعیت قانونیِ متیک بودن تا سال ۴۵۱ قبل از میلاد ایجاد نشد و این همان سالی است که پریکلس قانون شهروندی را پیشنهاد کرده بود.

## متیک در آتن باستان
یک تخمین از جمعیت سرزمین آتیک در آغاز جنگ پلوپونز در سال ۴۳۱ قبل از میلاد نشان می‌دهد که جمعیت مردان ۲۵۰۰۰ نفر بود که تقریباً یک سوم کل جمعیت این ناحیه برآورد می‌شود. اکثر متیک‌ها احتمالاً از شهرهای مجاور به آتن آمدند و به دنبال فرصت‌های اقتصادی یا فرار از آزار و اذیت بودند، اگرچه سوابقی از مهاجران از مکان‌های غیر یونانی مانند تراکیا و لیدیا نیز وجود دارد.
به استثنای کورینت که جهان وطنی داشت و قوانینش برای ما شناخته نیست، در دیگر شهرهای یونان (پولیس‌ها) ساکنان خارجی اندک بودند. در اسپارت و کرِت، به عنوان یک قاعده کلی که البته استثناهایی هم داشت، خارجی‌ها اجازه اقامت پیدا نمی‌کردند. گزارش‌ها حاکی از آن است که مهاجرانی به دربار مستبدان و شاهان تسالی، سیراکوز و مقدونیه راه پیدا کرده بودند ولی در این شهرها حاکم شهر بود که قانون را تعیین می‌کرد. با توجه به این پیچیدگی‌ها، اصطلاح حقوقی metic بیشترین ارتباط را با دولت‌شهر آتن باستان دارد. در آتن، بزرگ‌ترین شهر جهان یونانی آن زمان، تقریباً نیمی از جمعیت کسانی که آزاد بودند، متیک بودند. این وضعیت برای دو گروه اصلی از مردم — مهاجران و بردگان سابق - اعمال می‌شد. از آنجایی که برده‌ها تقریباً همیشه منشأ خارجی داشتند، می‌توان آنها را مهاجرانی غیرارادی در نظر گرفت که اغلب از مناطق غیریونانی‌زبان ربوده می‌شدند، در حالی که دسته دیگر، متیک‌های مهاجر، معمولاً منشأ یونانی داشتند. آن‌ها به جای مناطق دورافتاده دنیای یونان، عمدتاً از سرزمین اصلی یونان می‌آمدند.
متیک‌ها در درجه اول به دلیل محدودیت‌های فرهنگی و نه اقتصادی، جایگاه اجتماعی پایین‌تری داشتند. برخی از آن‌ها صنعتگران فقیر و برده‌های سابق بودند، در حالی که برخی دیگر از ثروتمندترین ساکنان شهر بودند. از آنجایی که شهروندی یک موضوع ارثی بود و به محل تولد مرتبط نمی‌شد، یک متیک می‌توانست صرفاً از نسل یک مهاجر یا بردهٔ آزادشده باشد و متیک به دنیا آمده باشد. صرف نظر از اینکه چند نسل از خانواده در شهر زندگی می‌کردند، متیک‌ها شهروند نمی‌شدند مگر اینکه شهر به عنوان هدیه، به آنها شهروندی را اعطا می‌کرد؛ این کار هم به ندرت انجام می‌شد. از منظر فرهنگی، چنین شخصی می‌توانست کاملاً «محلی» باشد و از شهروندان قابل تفکیک و تشخیص نبود. آنها هیچ نقشی در ادارهٔ سیاسی شهر نداشتند، اما ممکن بود کاملاً در زندگی اجتماعی و اقتصادی شهر دخیل باشند. در آرمان‌شهری که «جمهوری افلاطون» پیشرو می‌گشاید، هرگز به وضعیت شخصیت‌ها به عنوان شهروند یا متریک اشاره نمی‌شود.
متیک‌ها معمولاً مسئولیت‌های شهروندی را بدون هیچ امتیازی متحمل می‌شدند. آن‌ها نیز مانند شهروندان باید خدمت سربازی انجام می‌دادند و در صورت داشتن ثروت کافی مشمول مالیات ویژه می‌شدند (eisphora) و در خدمات مالیاتی (liturgies، به عنوان مثال پرداخت هزینه یک کشتی جنگی یا تأمین مالی یک گروه کُر تراژیک) با آتنی‌های ثروتمند مشارکت می‌کردند. شهروندی در آتن لازم بود تا یک فرد واجد شرایط شود و بتواند پرداخت‌های دولتی متعددی مانند حقوق هیئت منصفه و مجمع را کسب کند که این می‌توانست برای افراد شاغل قابل توجه باشد. در مواقع اضطراری، شهر می‌توانست جیره‌های غذایی را بین شهروندان توزیع کند. هیچ‌یک از این حقوق به متیک‌ها تعلق نمی‌گرفت. آنها مجاز به داشتن املاک و مستغلات در آتیکا، اعم از مزرعه یا خانه نبودند، مگر این که معافیت خاصی به آن‌ها تعلق می‌گرفت. آنها همچنین نمی‌توانستند برای کار در معادن نقره با دولت قرارداد ببندند، زیرا احساس می‌شد که ثروت زیر زمین متعلق به جامعه سیاسی است. متیک‌ها مشمول مالیاتی به نام metoikion بودند که مقدارش سالانه دوازده درهم برای مردان متیک و خانوارهایشان و شش درهم برای زنان متیک مستقل بود. علاوه بر metoikion، به نظر می‌رسد غیر آتنی‌هایی که مایل به فروش کالاها در آگورا بودند، از جمله متیک‌ها، مشمول مالیات دیگری به نام xenika هم بوده‌اند.
اگرچه متیک‌ها از حضور در مجمع اککلسیا و از خدمت به عنوان هیئت منصفه منع شده بود، اما دسترسی آن‌ها به دادگاه‌ها مانند شهروندان برقرار بود. هم می‌توانستند دیگران را محاکمه کنند و هم خودشان مورد مؤاخذه قرار می‌گرفتند. بسیاری از مهاجران برای تجارت به آتن می‌آمدند و در واقع برای اقتصاد آتن چنین عدالتی ضروری بود؛ زیرا اگر تاجران مهاجر نمی‌توانستند اختلافات تجاری را طبق قانون پیگیری کنند، این یک مسئله بازدارنده شدید می‌بود. در عین حال، آن‌ها در اینجا هم دقیقاً از حقوق مشابه شهروندان برخوردار نیستند. برخلاف شهروندان، می‌شد افراد متیک را تحت شکنجه قضایی قرار داد و مجازات قتل برای آن‌ها بیش از پرونده‌های مشابه شهروندان بود. متیک‌ها همچنین به دلیل انواع جرایم در معرض بردگی قرار می‌گرفتند. به دلایل مختلف آن‌ها را به بردگی می‌سپردند؛ برای نمونه، به خاطر عدم پرداخت metoikon (مالیات) یا عدم معرفی یک شهروند حامی، یا «آلودگی بدن شهروندان» که شامل ازدواج با یک شهروند می‌شد، یا ادعای این که شهروند هستند.
مشخص نیست که چه مدت یک خارجی می‌توانست در آتن بماند بدون اینکه به عنوان متیک به حساب آید. در برخی دیگر از شهرهای یونان این دوره یک ماه بود، و ممکن است در آتن نیز همین‌طور بوده باشد. تمام افراد متدین آنجا باید در محلی (جامعه محلی) که در آن زندگی می‌کردند ثبت نام کنند. آنها باید یک شهروند را به عنوان سرپرست یا قیّم خود معرفی می‌کردند (prostates، به معنای واقعی کلمه "کسی که از جانب او می‌ایستد"). آتنیان این آخرین شرط را بسیار جدی می‌گرفتند. یک متیک بدون سرپرست در برابر یک پیگرد قضایی بسیار آسیب‌پذیر بود. اگر مجرم شناخته می‌شد، اموالش مصادره می‌شد و خودش به عنوان برده به فروش می‌رفت. برای یک برده آزاد شده، سرپرست به‌طور خودکار مالک سابق او بود. این ترتیب، برخی وظایف اضافی را از جانب متیک اعمال می‌کرد، با این حال، ظاهراً فرزند یک متیک برده سابق، وضعیتی مشابه یک متیک آزاد متولد شده داشت. شهروندی به ندرت به متیک‌ها اعطا می‌شد. وضعیت ویژه "حقوق برابر" رایج تر بود (isoteleia) که به موجب این وضعیت فرد متیک از تعهدات معمول قشر خود آزاد می‌شد. در حوزه مذهبی، همه متیک‌ها می‌توانستند در جشنواره‌های اصلی زندگی شهر شرکت کنند، به جز برخی از نقش‌ها که به شهروندان محدود می‌شد.
شکاف وضعیت بین متیک و شهروند همیشه روشن نبود. در خیابان هیچ نشانه فیزیکی شهروند را از متیک یا برده متمایز نمی‌کرد. گاهی وضعیت متیک بودن یا نبودن یک شخص به یک موضوع مورد مناقشه بدل می‌شد. اگرچه ثبت نام محلی شهروندان انجام می‌شد، اما اگر ادعای شهروندی فرد مورد اعتراض قرار می‌گرفت، به استشهاد همسایگان و جامعه ارجاع می‌کردند.
متیک‌هایی که خانواده‌شان برای نسل‌ها در آتن زندگی می‌کردند، ممکن بود وسوسه شوند که خود را شهروند جا بزنند. در موارد متعددی لیست‌های شهروندی پاکسازی شد و در واقع افرادی که به عنوان شهروند زندگی می‌کردند را به متیک تبدیل کرد. به شیوه معمولی آتن، فردی که اینقدر تنزل رتبه یابد می‌توانست در دادگاه اعتراض کند. با این حال، اگر دادگاه به این نتیجه می‌رسید که شهروند در واقع متیک است، یک پله دیگر رتبه‌اش را پایین می‌آوردند و به عنوان برده می‌فروختند.
در مطالعه وضعیت متیک‌ها به راحتی می‌توان این تصور را به دست آورد که آن‌ها یک اقلیت تحت ستم بودند. اما به‌طور کلی، آنهایی که یونانی و آزاد زاده می‌شدند لااقل می‌توانستند به آتن بیایند و از شرایط بهتر این شهر بزرگ، پویا و جهان وطنی بهره جویند و فرصت‌هایی به‌دست آورند که در محل مبدأشان در دسترس نبود. متیک‌ها در شهرهایی مثل آتن که حق شهروندی موروثی بود، پس از حضور در یک دولت‌شهر دیگر، در شهر مبدأ خود همچنان شهروند باقی می‌ماندند.
جامعه بزرگ غیرشهروندان آتن اجازه می‌داد تا برده‌های سابق به گونه‌ای جذب شوند که در جاهای دیگر و خصوصاً در شهرهای محافظه‌کارتر و همگن‌تر امکان‌پذیر نبود. مشارکت آنها در خدمت سربازی، مالیات (که برای ثروتمندان آتن موضع نمایش عمومی و غرور بود) و فرقه می‌توانست به آنها احساس شریک بودن در شهر و ارزش داشتن بدهد. اگرچه آتنی‌ها تمایل داشتند به متیک‌ها با پسوند محل سکونتشان اشاره کنند. حتی متیک‌های آزادی که در آتن می‌مُردند، ترجیح می‌دادند بر روی سنگ قبرهایشان نام شهری که از آنجا آمده بودند و هنوز شهروندی آنجا را حفظ کرده بودند، به عنوان پسوند قید کنند.

### پیامدها
اصطلاح متیک در قرن چهارم قبل از میلاد که به متیک‌ها اجازه داده شد در دادگاه بدون سرپرست (prostate) بمانند، وضعیت متمایزکننده و تبعیض‌آمیز خود را از دست داد و در آتن هلنیستی که خرید شهروند بسیار رایج شد، منسوخ گردید. سرشماری دمتریوس فالرومی در حدود. ۳۱۷ قبل از میلاد به ۲۱۰۰۰ شهروند، ۱۰۰۰۰ متریک و ۴۰۰۰۰۰ برده اشاره می‌کند(Athenaeus, vi. p. 272). در دنیای یونانی-رومی، به افراد آزاد (غیر شهروند) که در قلمرو یک پولیس زندگی می‌کردند، paroikoi (به ریشه‌شناسی واژه پاریش مراجعه کنید)، و در آسیای صغیر katoikoi می‌گفتند.

## استفاده در فرانسوی معاصر
در فرانسه métèque به عنوان یک اصطلاح بیگانه هراسی برای مهاجران به فرانسه احیا شد. این واژه در اواخر قرن نوزدهم توسط نویسنده ناسیونالیست چارلز موراس رایج شد و او متیک را به عنوان یکی از چهار مؤلفه اصلی «ضد فرانسه» خائن، همراه با پروتستان‌ها، یهودیان و فراماسون‌ها طبقه‌بندی کرد. این کاربرد تحقیرآمیز همچنان در زبان فرانسوی جاری است و تا حدودی توسط فرانسوی‌های دارای پیشینه مهاجر بازیابی شده‌است. در سال ۱۹۶۹ ژرژ موستاکی خواننده یونانی-فرانسوی آهنگی Le Métèque را ضبط کرد، که پس از آن توسط چندین هنرمند مهاجرتبار کاور شده‌است.

## متیک‌های معروف
- آناکارسیس
- ارسطو
- آسپاسیا
- دیوژن کلبی
- لیزیاس
- پروتاگوراس